# 哈拉尔德·瓦林
哈拉尔德·瓦林（瑞典語：Harald Wallin，1887年2月27日—1946年6月16日），瑞典男子帆船运动员。他曾代表瑞典参加1908年和1912年夏季奥林匹克运动会帆船比赛，共获得一枚金牌和一枚银牌。